# علیرضا علیا
علیرضا عُلیا (زادهٔ ۱ اسفند ۱۳۵۳) مجری و بازیگر سینما، تئاتر و تلویزیون اهل ایران می‌باشد.

## زندگی

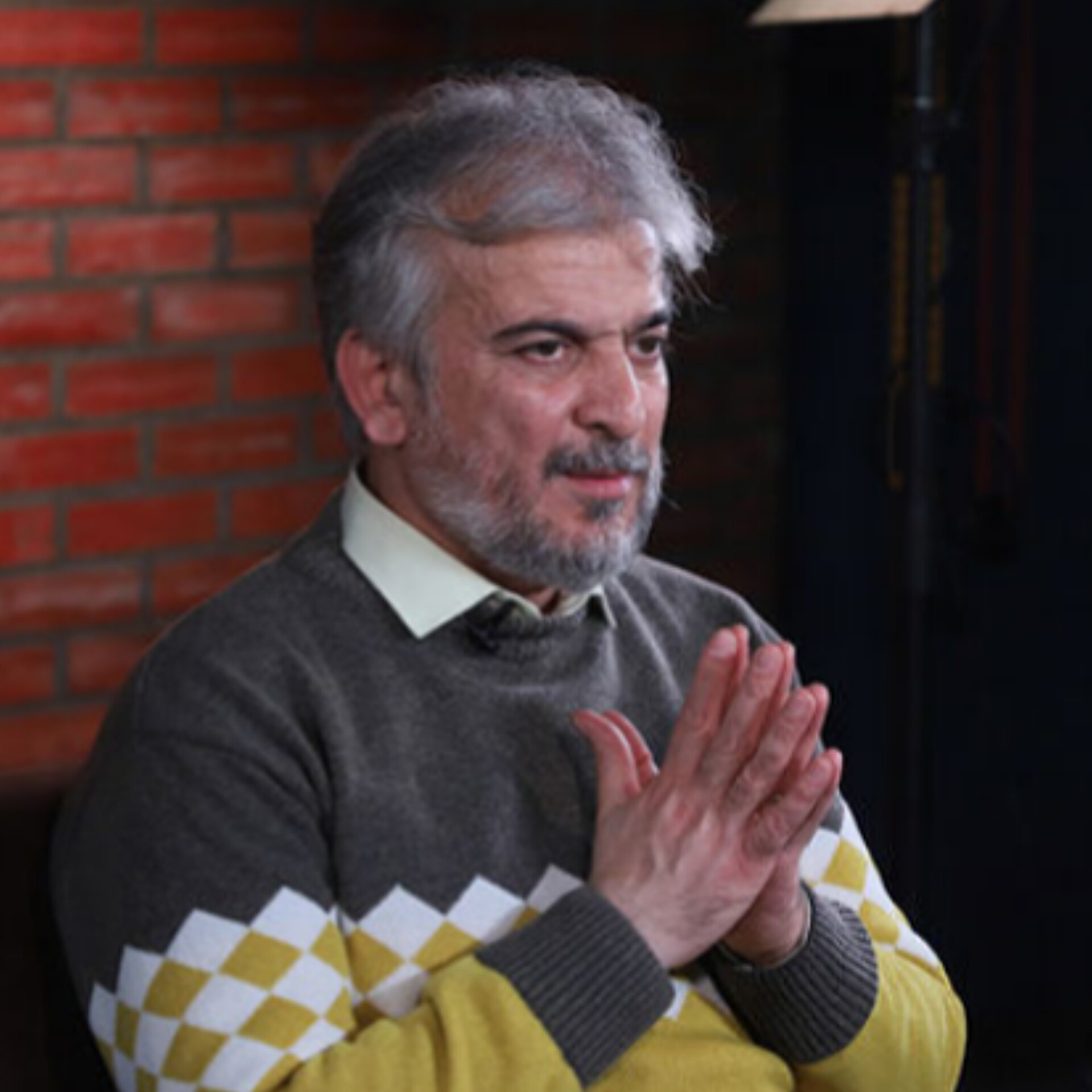
علیا در سال ۱۴۰۲

وی بازیگری تئاتر را از دوران کودکی آموخته و دانش‌آموخته اولین دوره کلاس‌های آزاد بازیگری کارگاه امین تارخ سال ۱۳۷۲ می‌باشد. اولین بازی سینمایی وی، آخرین شناسایی در سال ۱۳۷۱ می‌باشد. او در بیش از ۵۲ برنامه مختلف هنری تلویزیون و گویندگی در رادیو و گویندگی بسیاری از برنامه‌های مستند تلویزیونی را عهده‌دار بوده است. وی علاوه بر فعالیت حرفه ای به تدریس نیز اشتغال دارد و هم اکنون عضو هیئت علمی مرکز آموزش های سینمایی دارالفنون است.
از جمله جشنواره‌های شرکت کننده جشنواره فیلم شهر، یازدهمین جشنواره فیلم و تئاتر فجر، شرکت در جشنواره فیلم فجر در سال ۸۲، با فیلم دوشیزه، جشنواره فیلم پلیس با فیلم خانه کاغذی.

## آثار[۲]

### سینما
- آخرین شناسایی (۱۳۷۱)
- دوشیزه (۱۳۸۱)
- چراغی در مه (۱۳۸۶)
- ماه‌وش (۱۳۸۶)

### تلویزیون
| سال       | سریال                        | کارگردان                     |
| --------- | ---------------------------- | ---------------------------- |
| ۱۳۷۵      | فروشگاه                      | احمد بهبهانی                 |
| ۱۳۹۸      | زندگی شگفت‌انگیز است          | مجتبی چراغعلی                |
| ۱۴۰۲      | رحیل                         | رامین عباسی‌زاده مسعود آب‌پرور |
| ۱۴۰۲      | محرمانه                      | محمود معظمی                  |
| ۱۴۰۰      | سرجوخه                       | احمد معظمی                   |
| ۱۳۸۰      | پلیس جوان                    | سیروس مقدم                   |
| ۱۳۸۹      | تبریز در مه                  | محمدرضا ورزی                 |
| ۱۳۹۶      | ایراندخت                     | محمدرضا ورزی                 |
| ۱۴۰۱      | خانه دوست                    | محمد حسن زاده                |
| ۱۳۷۷      | انتظار سرخ                   | محمد درمنش                   |
| ۱۳۷۵      | دومین انفجار                 | نادر مقدس                    |
| ۱۳۷۹      | روزهای مه‌آلود                | فیاض موسوی                   |
| ۱۳۸۷      | آینه‌های نشکن                 | جواد اردکانی                 |
| ۱۳۸۸–۱۳۹۳ | شاید برای شما هم اتفاق بیفتد |                              |
| ۱۳۸۸      | سال‌های مشروطه                | محمدرضا ورزی                 |
| ۱۳۹۸      | گاندو                        | جواد افشار                   |
| ۱۳۹۱      | بال‌های خیس                   | عباس رنجبر                   |
| ۱۳۸۸      | روزی بود، روزی نبود          | سیدمحمد مختاری               |
| ۱۳۸۳      | ارثیه سبز                    | علیرضا محنتی                 |
| ۱۳۹۹      | خانه امن                     | احمد معظمی                   |

#### مجری
- تقویم تاریخ (۱۴۰۱–اکنون)

#### راوی کتاب صوتی
- بر تبعید: روایتی از تبعید آیت الله سید علی خامنه ای به ایرانشهر و جیرفت در دوران اختناق پهلوی دوم
- گیل مانا: روایت‌گر خاطرات سردار «محمدعلی حق‌بین» فرماندهٔ گردان کمیل در دوران دفاع مقدس است.
- قصه‌های ترسناکی که باید در شب گفته شود: این کتاب، دربرگیرندهٔ بیست‌وشش داستان کوتاه ترسناک است که هرکدام با ایجاد گره‌هایی در محتوای داستان، مخاطب را تا پایان درگیر می‌کنند.[۳]